# 4592 Алкіссія
4592 Алкіссія (1979 SQ11, 1951 WE1, 1978 NT7, 4592 Alkissia) — астероїд головного поясу, відкритий 24 вересня 1979 року.
Тіссеранів параметр щодо Юпітера — 3,176.